# Gabriella Romano
Gabriella Romano (Torino, 1º maggio 1960) è una regista e scrittrice italiana, autrice di documentari.

## Biografia
Ha lavorato per la Gazzetta del Popolo e RAI Radio 3.
Dal 1987 al 2002 ha vissuto a Londra, dove ha lavorato nel campo della produzione e della ricerca per programmi televisivi di informazione per numerose società di produzione inglesi, statunitensi e canadesi e dove ha realizzato i suoi primi documentari.
Vive a Roma.

## Filmografia parziale
- A Son of the Desert - documentario TV (1990)
- Lesbian Health Matters - documentario (1994)
- Pazza d'azzurro - cortometraggio documentario (1996)
- L'altro ieri - cortometraggio documentario (2001)
- Ricordare - documentario (2003)
- L'enigma di Violet Gibson - episodio della serie TV La storia siamo noi (2009)
- La donna che cercò di uccidere il duce - documentario (2009)
- Essere Lucy - documentario (2011)
- Baci rubati - Amori omosessuali nell'Italia fascista, co-regia con Fabrizio Laurenti - documentario (2020)

## Pubblicazioni
- After the Deluge, in: T. Downmunt (a cura di), Channels of Resistance, British Film Institute, Londra, 1993.
- Acqua, in: Delia Vaccarello (a cura di) Principesse azzurre n. 3, Mondadori, Milano, 2005.
- Ritratti di donne in interni in: N. Milletti e L. Passerini, (a cura di) Fuori della norma, Rosenberg & Sellier, Torino (2008)
- Il mio nome è Lucy. L'italia del xx secolo nei ricordi di una transessuale, Donzelli, Roma, 2009.
- Prodigiose Amazzoni. Opere di artiste a Roma dal Rinascimento al primo Ottocento, Biblink, Roma 2012.
- The Pathologisation of Homosexuality in Fascist Italy: The Case of 'G', Palgrave Macmillan, 2019.
- Gli abbracci non dati, Porto Seguro, 2021, ISBN 9788855465557
- I sapori della seduzione. Il ricettario dell'amore tra donne nell'Italia degli anni Cinquanta, PM edizioni, Varazze, 2023.